# (35849) 1999 JK62
1999 JK62 (asteroide 35849) é um asteroide da cintura principal. Possui uma excentricidade de 0.17005290 e uma inclinação de 4.69017º.
Este asteroide foi descoberto no dia 10 de maio de 1999 por LINEAR em Socorro.